# Rudolf Eyfrig
Rudolf Eyfrig (* 1. Dezember 1911 in Eibenstock; † 31. Mai 2011 in Gottenheim) war ein deutscher Physiker und Ionosphärenforscher.

## Leben
Nach dem Abitur begann Rudolf Eyfrig 1936 das Studium der technischen Physik an der Technischen Hochschule München. Seine Diplomarbeit schrieb er über das Thema „Der elektrische Widerstand keramischer Massen bei hohen Temperaturen“. Ab 1937 war er als Assistent am Physikalischen Institut der Technischen Hochschule München an der Außenstelle Versuchsstation Herzogstand tätig. Unter Anleitung von Jonathan Zenneck promovierte er 1940 mit einer Arbeit „Über Echomessungen bei Fernübertragungen und ihre Beziehung zu Zenit-Reflexionen“ zum Dr. rer. nat.
Bis zur Schließung der Station arbeitete er an der Versuchsstation am Herzogstand und forschte über die verschiedenen Ausbreitungswege der Kurzwellen. Von 1947 bis 1953 war er im Service de prévision ionosphérique in Neuershausen tätig, bis 1956 in Neuf-Brisach (Elsass). Anschließend arbeitete er bis 1964 am Ionosphären-Institut der Deutschen Bundespost in Breisach am Rhein. Bis zu seiner Pensionierung im Jahr 1976 war er am Fernmeldetechnischen Zentralamt in Darmstadt beschäftigt.
Von 1969 bis 1976 war er Geschäftsführer des deutschen URSI-Landesausschusses (Union Radio Scientifique Internationale). Rudolf Eyfrig war seit 1939 verheiratet und lebte mit seiner Familie in Gottenheim.

## Schriften

### Bücher
- Über Echomessungen bei Fernübertragung und ihre Beziehung zu Zenit-Reflexionen. Becker&Erler, Leipzig 1940.
- Neuere Erkenntnisse der meteorologischen Strömungslehre. Ionosphärenmessungen der Versuchsstation Herzogstand im Jahre 1943 (mit Ludwig Prandtl). Oldenbourg, München 1944.
- Ionospheric Pulse Transmission over Large Distances: Identification of Traces (mit Karl Rawer). Defense Technical Information Center, Cambridge, MA 1961.

### Herausgeber
- Der Zustand der Ionosphäre während des Nordlichts am 25.-26. Januar 1938 nach den Beobachtungen der Versuchsstation am Herzogstand (mit Georg Goubau, Th. Netzer und Jonathan Zenneck). Hochfrequenz und Elektroakustik, 1938.
- Zur Frage des Kontinental-Effektes der F2-Schicht. Pure and Applied Geophysics, 1940.
- Über das Auftreten der abnormalen E-Schicht der Ionosphäre 1942. Schriften der Dtsch. Ak. Luftf.-Forschung, 1942.
- Eine neue Darstellungsform von Ionosphärenergebnissen. Mitteilung Ferdinand-Braun-Institut, 1944.
- Zur Frage des täglichen Ganges der Elektronenkonzentration der F2-Schicht äquatorialer Stationen. Naturwissenschaften, 1950.
- Das weltweite Verhalten der Höhe der F2-Schicht (mit E.Harnischmacher und Karl Rawer).  Pure and Applied Geophysics, 1956
- Versuchsstation Herzogstand, die Wiege der deutschen Ionosphärenforschung. Kleinheubacher Berichte, Forschungsinstitut der Deutschen Bundespost, Darmstadt 1975.
- Secular increase of F2 peak altitude at northern temperate latitudes (mit Karl Rawer). Advances in Space Research, 2001.
- Improving the M(3000)-h F2 relation (mit Karl Rawer). Advances in Space Research, 2004.

| Personendaten    | Personendaten                              |
| ---------------- | ------------------------------------------ |
| NAME             | Eyfrig, Rudolf                             |
| KURZBESCHREIBUNG | deutscher Physiker und Ionosphärenforscher |
| GEBURTSDATUM     | 1. Dezember 1911                           |
| GEBURTSORT       | Eibenstock                                 |
| STERBEDATUM      | 31. Mai 2011                               |
| STERBEORT        | Gottenheim                                 |